# Marc Nierga
Marc Nierga Martí (Olot, Gerona, Cataluña, España, 15 de abril de 1992) es un futbolista español. Juega de delantero y su club actual es la Futbol Club Santa Coloma de la Primera división andorrana.

## Trayectoria
El jugador, natural de Olot, se ha formó en la cantera del Real Club Deportivo Espanyol y Real Zaragoza, habiendo pasado también por los filiales del Club Atlético Osasuna y Real Club Deportivo de La Coruña.
En 2014, recaló en las filas del Club Deportivo Guijuelo, donde el ariete catalán rendiría a muy buen nivel marcando catorce goles con el equipo salmantino.
En 2015, el jugador alcanza un acuerdo para jugar dos años en el Agrupación Deportiva Alcorcón. Debuta en la Segunda División de España en El Alcoraz ante la Sociedad Deportiva Huesca.
En enero de 2017, el delantero quien militó en la primera parte de la temporada en el Granada Club de Fútbol "B", se compromete hasta mediados de 2018 con el Club Lleida Esportiu.
Posteriormente ficharía por su equipo natal y militaría en la Unió Esportiva Olot de la Segunda División B, en la primera parte de la temporada, para incorporarse en el mercado de invierno al Club Deportivo Ebro de la misma categoría.
En 2019 ficha por el Unión Popular de Langreo. Logra marcar 7 goles después de una temporada marcada por el covid19 y donde se da por terminada en febrero.
La siguiente temporada se incorpora a las filas del Club Deportivo Calahorra y logra jugar unos Playoffs de Ascenso a Segunda División ante el Burgos Club de Futbol.
En 2021 ficha por en la Unión Deportiva Alzira de Segunda División RFEF
La temporada pasada militó en el Club de futbol Peralada anotando 9 goles y jugando Playoffs de Ascenso a Segunda División RFEF
Su actual club es el Futbol Club Santa Coloma de Andorra.

## Clubes
(}